# Granja Nova
Granja Nova era una freguesia portuguesa del municipio de Tarouca, distrito de Viseo.

## Historia
Granja Nova perteneció al concelho de Ucanha hasta la extinción de este en 1836, pasando entonces al de Mondim da Beira, extinguido a su vez en 1896. Tras una breve pertenencia al concelho de Armamar, la freguesia quedó definitivamente integrada en el de Tarouca por Decreto de 13 de enero de 1898.
Afectada por un intenso proceso de despoblamiento en la segunda mitad del siglo XX (llegó a tener 1017 habitantes en el censo de 1940), la freguesia de Granja Nova fue suprimida el 28 de enero de 2013, en aplicación de una resolución de la Asamblea de la República portuguesa promulgada el 16 de enero de 2013 al unirse con la freguesia de Vila Chã da Beira, formando la nueva freguesia de Granja Nova e Vila Chã da Beira.